# 스카페이스 (래퍼)
스카페이스 (Scarface, 본명: Brad Terrence Jordan 브래드 테런스 조던[*], 1970년 11월 9일 ~ )는 미국의 래퍼이다. 1987년 데뷔, 1991년 앨범 Mr. Scarface Is Back을 시작으로 현재까지 꾸준히 앨범을 내고 있으며, 최근 2013년에는 랩퍼 비니 시겔과 앨범 Mac N Brad: The First 48을 내기도 했다. 또한 그는 그룹 게토 보이즈의 멤버이기도 하다. 대표곡으로는 1997년 투팍 샤커와 Johnny P.와 같이 작업한 "Smile" 등이 있다.